# Ivanovice na Hané
Ivanovice na Hané är en stad i Tjeckien.   Den ligger i regionen Södra Mähren, i den östra delen av landet, 210 km öster om huvudstaden Prag. Ivanovice na Hané ligger 224 meter över havet och antalet invånare är 2 884.
Terrängen runt Ivanovice na Hané är platt österut, men västerut är den kuperad.Runt Ivanovice na Hané är det ganska glesbefolkat, med 43 invånare per kvadratkilometer. Närmaste större samhälle är Vyškov, 7,5 km väster om Ivanovice na Hané. Trakten runt Ivanovice na Hané består till största delen av jordbruksmark.